# Муджо
Муджо́ (італ. Muggiò) — муніципалітет в Італії, у регіоні Ломбардія, провінція Монца і Бріанца.
Муджо розташоване на відстані близько 490 км на північний захід від Рима, 16 км на північ від Мілана, 4 км на північний захід від Монци.
Населення — 23 421 особа (2014).
Покровитель — S.S. Pietro e Paolo — B. V. Addolorata del Castagno.

## Демографія
Населення за роками:

Станом на 1 січня 2023 року в муніципалітеті офіційно проживало 2125 іноземців з 68 країн, серед них 646 громадян країн Євросоюзу та 203 громадяни України.

## Сусідні муніципалітети
- Чинізелло-Бальсамо
- Дезіо
- Ліссоне
- Монца
- Нова-Міланезе